# Liquidi penetranti
I liquidi penetranti (o controllo Penetrant Test PT) sono un prodotto utilizzato nei controlli non distruttivi dei materiali; essi danno il nome alla tecnica stessa di controllo.
Tale metodo venne introdotto per la prima volta nel periodo antecedente la seconda guerra mondiale; la paternità ufficialmente viene attribuita ai fratelli Robert e Joseph Switzer che condussero per primi studi sul controllo PT per migliorarne le caratteristiche.
La necessità di introdurre una pratica di controllo diversa dall'esame con particelle magnetiche fu legata all'introduzione delle leghe leggere (materiali non ferromagnetici) fortemente in diffusione a cavallo tra la prima e la seconda metà del 1900.

## Descrizione del metodo di controllo
La prova non distruttiva detta dei liquidi penetranti è una procedura d'ispezione dell'integrità superficiale di un pezzo ferroso o non ferroso e possibilmente non poroso superficialmente in analisi.
Il penetrante viene cosparso mediante spruzzatura, pennello o immersione permettendo così all'azione capillare di agire per il tempo necessario alla penetrazione negli eventuali difetti affioranti.
Successivamente il penetrante in eccesso viene rimosso. Al termine di questa procedura che avviene tramite lavaggio, rimozione con panni umidi o immersione in liquido emulsionabile, la superficie dovrà risultare esente da tracce di penetrante.
Infine il pezzo viene cosparso con un mezzo di contrasto detto rivelatore (nelle stesse modalità dell'applicazione del penetrante), che consentirà così al liquido penetrato nelle eventuali discontinuità di riaffiorare superficialmente.
Sarà così possibile, grazie all'azione della capillarità, rilevare sul pezzo in esame le varie eventuali difettologie affiorate.
Tipicamente il penetrante è di colore rosso/violaceo (colore legato alla presenza di anelina), mentre il rivelatore (a base di silice amorfa) si presenta nel colore bianco; tale differenza cromatica permette di rendere facilmente visibile l'eventuale difetto affiorante.

- Sezione di un materiale con una imperfezione superficiale non visibile ad occhio nudo
- Applicazione del liquido penetrante
- Rimozione del liquido in eccesso
- L'applicazione del liquido di contrasto rende visibile l'imperfezione

1. Sezione di un materiale con una imperfezione superficiale non visibile ad occhio nudo
2. Applicazione del liquido penetrante
3. Rimozione del liquido in eccesso
4. L'applicazione del liquido di contrasto rende visibile l'imperfezione

## Proprietà fisiche
Il metodo di controllo PT si basa sulla penetrazione di un liquido di determinate caratteristiche di capillarità, viscosità, bagnabilità (o tensione superficiale) e densità all'interno di una discontinuità affiorante in superficie.

## Metodi diversi
Oltre al metodo classico del controllo con penetrante rosso/violaceo, esistono altri metodi più sofisticati e creati per esigenze particolari; citiamo ad esempio il controllo con liquidi penetranti fluorescenti dove il penetrante dopo l'applicazione del rivelatore non è visibile ad occhio nudo, ma necessita dell'utilizzo di una luce nera o lampada di Wood per evidenziarne la fluorescenza. I liquidi penetranti fluorescenti vengono utilizzati principalmente laddove viene richiesta una maggiore sensibilità di controllo (ad esempio nel campo aeronautico) data la loro maggiore accuratezza.
Esistono anche liquidi penetranti studiati appositamente per l'applicazione su alte temperature; si presentano tipicamente sotto forma di cere. La loro applicazione è poco sviluppata e diffusa data la difficoltà di esecuzione del metodo.

## Limitazioni del metodo
Data l'elevata capillarità e potere di penetrazione del liquido penetrante, risulterà particolarmente difficile, se non impossibile, eseguire il controllo su superfici aventi struttura porosa.
Inoltre, rispetto agli altri controlli non distruttivi, un forte limite di questo tipo di controllo è l'impossibilità di rivelazione di discontinuità "aperte" (che non possono definirsi con struttura capillare e che lascerebbero così fuoriuscire il penetrante al momento della rimozione).
Anche le discontinuità situate "sotto pelle" (immediatamente sotto lo strato superficiale) o internamente al pezzo in esame risulteranno invisibili. Proprio per quanto espresso, il metodo dei liquidi penetranti viene definito esclusivamente come "controllo superficiale".
Ulteriore limitazione al metodo è rappresentata dall'esame di materiali plastici che potrebbero reagire con componenti del penetrante sciogliendosi o dando vita ad un principio di corrosione che invaliderebbe il controllo.

## Sicurezza dell'operatore
Pur essendo notevolmente migliorata la qualità dei prodotti nel corso degli anni, esistono comunque dei rischi concreti a carico dell'operatore di controlli PT.

### Rischi per la salute
Dato l'elevato potere di penetrazione del liquido penetrante sarà cura dell'operatore indossare sempre adeguati indumenti (in primo luogo guanti in lattice) per evitare che il penetrante possa entrare in circolo tramite i pori della pelle.
Data l'elevata volatilità del penetrante e del solvente per la rimozione e la pericolosità della silice contenuta nel rilevatore, sarà cura dell'operatore indossare maschere protettive idonee alla classe di rischio; inoltre è opportuno utilizzare occhiali protettivi per evitare irritazioni legate alla volatilità dei materiali utilizzati.
Nel caso si utilizzi una lampada di Wood è bene verificare che non si tratti di un vecchio tipo di lampada a vapori di mercurio; in tal caso sarebbe il opportuno, vista la particolare pericolosità dei vapori di mercurio, sostituirla con una più moderna a batteria a led.

## Normative di riferimento
Tutti i controlli non distruttivi sono chiamati a soddisfare una serie di indicazioni contenute in normative nazionali, comunitarie ed estere. Le principali fonti normative per il controllo dei liquidi penetranti sono le normative UNI (Ente Nazionale Italiano di Unificazione), le normativa ISO (Organizzazione internazionale per la normazione), l'americana ASME (American Society of Mechanical Engineers) e la sempre americana ASTM International
(American Section of the International Association for Testing Materials).
UNI EN ISO 23277:2010 "Controllo non distruttivo delle saldature - Controllo delle saldature mediante liquidi penetranti - Livelli di accettabilità "
UNI EN ISO 9712:2012 "Prove non distruttive - Qualificazione e certificazione del personale addetto alle prove non distruttive"